# Hyalurga dorsilinea
Hyalurga dorsilinea là một loài bướm đêm thuộc phân họ Arctiinae, họ Erebidae.